# Метод Резерфордівського розсіяння назад
Резерфордівське розсіяння назад — метод елементного аналізу приповерхневих шарів речовини на основі резерфордівського розсіяння швидких заряджених частинок, зазвичай альфа-частинок або протонів.

## Фізичні засади
При зіткненні швидкої зарядженої частинки (іона) з  ядром атома мішені, частинка втрачає енергію, передаючи її ядру. Втрати енергії залежать від кута розсіяння та від мас розсіяної частинки й ядра. Ці втрати описуються кінематичним фактором k:
{\displaystyle E_{1}=k\cdot E_{0},}
{\displaystyle k=\left({\frac {m_{1}\cos {\theta _{1}}\pm {\sqrt {m_{2}^{2}-m_{1}^{2}(\sin {\theta _{1}})^{2}}}}{m_{1}+m_{2}}}\right)^{2},}
де {\displaystyle E_{0}} та {\displaystyle E_{1}} — енергії частинки до і після розсіяння, відповідно, {\displaystyle m_{1}} та {\displaystyle m_{2}} — маси частинки, що налітає на ядро, та маса ядра, відповідно, {\displaystyle \theta _{1}} — кут розсіяння в лабораторній системі відліку.
Тож, в енергетичному спектрі частинок, що розсіялися назад на фіксований кут ({\displaystyle \theta _{1}>180}°), спостерігаються піки, які відповідають різним масам ядер мішені. Оскільки частинки втрачають енергію не тільки при пружному зіткненні з ядрами мішені, а й іонізацію на шляху до зіткнення і після нього, уширення піків містить інформацію про глибину залягання атома розсіювача в зразку.